# Semiz Mehmed Pascià
Semiz Mehmed Pascià conosciuto anche come Civan Kapucubaşı Mehmed Pascià (1596 – Creta, luglio 1646) è stato un politico ottomano.

## Biografia
Nacque nel 1596. Suo padre, Sultanzade Abdurrahman Bey, era figlio di Ayşe Hümaşah Sultan, figlia di Rüstem Pascià e Mihrimah Sultan. Sua madre era Ayşe Hanım, figlia di Cığalazade Yusuf Sinan Pascià e Saliha Hanımsultan, sorella di Abdurrahman (di cui Ayşe era quindi al contempo sia nipote che moglie). Da entrambi i lati della famiglia era un pro-pronipote del sultano Solimano il Magnifico e di Hürrem Sultan. Era perciò soprannominato Sultanzade (discendente del Sultano), sebbene non avesse realmente diritto al titolo, riservato solo ai figli delle principesse Sultane (ovvero le figlie dei Sultani o dei principi Şehzade). 

### Primi anni
Nel 1637 fu nominato beilerbei (governatore) dell'Egitto. Tre anni dopo, durante il regno di İbrahim I, tornò a İstanbul come visir del Diwan ottomano. Nel 1641, fu nominato governatore di Özü (la moderna Ochakiv in Ucraina) e incaricato di catturare il forte di Azak (la moderna Azov in Russia), che era stato recentemente perso dai cosacchi. Riuscì a riconquistare il forte. Nel 1643, fu nominato governatore di Damasco (nella moderna Siria). Questa nomina fu probabilmente dovuta alla lotta di potere segreta tra lui e il gran visir, Kemankeş Kara Mustafa Pascià.

### Gran visierato
Nel 1644, succedette al gran visir Kemankeş Mustafa Pascià, quando fu giustiziato. Kemankeş Mustafa fu una vittima degli intrighi di palazzo e di un hodja di nome Djindji Khodja. Ben consapevole dell'influenza dell'hodja sul sultano e della tragica fine del suo precessore, fu fin troppo cauto nel governare e divenne un gran visir poco efficace. Divenne uno "yes man" del sultano. Secondo Lord Kinross, un giorno il sultano gli chiese perché non si opponesse mai a nessuna opinione al che egli rispose: "Ogni opinione del sultano ha un profondo aforisma anche se i sudditi non sono in grado di capire." Sebbene fosse contrario a dichiarare guerra alla Repubblica di Venezia, le sue caute obiezioni non furono prese in considerazione e nel 1645 iniziò presto la Guerra di Candia (1645-1669), che fu finanziariamente disastrosa per entrambe le parti.

### Ultimi anni
Nel 1645, il sultano Ibrahim lo depose. La sua successiva missione fu sull'isola di Creta (nella moderna Grecia), teatro della guerra appena iniziata, come serdar (comandante dell'esercito), ma morì poco dopo per cause naturali.